# Château-Gontier
Château-Gontier és un municipi francès, situat al departament de Mayenne i a la regió de País del Loira. Château-Gontier es va formar per la unió dels burgs de Bazouges, Azé i Saint-Fort.